# Термін
Те́рмін (від лат. terminus — «межа, кордон, кінець» або «розмежування») — слово або словосполучення, що означає чітко окреслене спеціальне поняття якої-небудь галузі  і вступає в системні зв'язки з іншими словами та словосполученнями даної галузі. Позначає поняття, яке використовують у певній галузі знання з максимально точним смисловим визначенням. На відміну від популярних назв, терміни є сильнішими та краще визначеними з точки зору семантики, їх також можна адаптувати  для служіння номенклатурною основою при створенні нових термінів. Сукупність термінів, відповідних певній сфері діяльності, утворює її термінологію. Терміни посідають особливе місце у стилістично забарвленій лексиці, зокрема у її книжній групі. Це спеціальні наукові чи професійні слова, які людина засвоює під час набуття певної професії або поглибленого опанування певної науки. У повсякденному мовленні їх використовують вільніше, і вони означають будь-яке слово, будь-який вислів.
Значна частина термінів формується в процесі термінологізації, під час якої непрофесійні мовні одиниці переходять на ґрунт професійного стилю й набувають більш спеціалізованих значень. Часто вживані терміни, навпаки, набувають характеру загальновживаних слів, їх термінологічне значення відходить на другий план, а в контексті інших комунікативних сфер вони втрачають характер термінів — виникає явище детермінологізації. Термінологічна номінація, на відміну від загальномовної, має бути цілеспрямованою. Перенесення терміна з однієї наукової дисципліни в іншу повинно зумовлюватися внутрішньою потребою предметної галузі й відповідати інтелектуальній мірі. Порушення цих вимог може призвести до понятійного хаосу, спровокувати кризу аналітичної свідомості, що спостерігалося в останній чверті XX століття, коли в письменство та літературознавство без урахування їх специфіки був перенесений понятійний апарат інших дисциплін, передусім структуралізму, постструктуралізму, деконструктивізму.
Об'єктивна дійсність представлена предметами, процесами, ознаками, відношеннями, явищами, які потребують словесного вираження. Результати пізнання людиною дійсності закріплюються в словах, втілюються в їх значенні. Історичні обставини, ментальність народу сприяють закріпленню лексичного значення, спричинюють його зміну й уточнення в процесі розвитку мови. Вони обумовлюють конотативне значення слова, тобто додаткове його значення, відтінки, які накладаються на основне значення, і оцінку денотата. Отже, об'єктивна дійсність є основою денотативного значення слова, історичні обставини впливають на конотативне значення, а синтагматичні відношення між словами — на контекстуальне значення. Парадигматичні відношення визначають семантичний обсяг і семантичне наповнення. Розвиток суспільства неабияк впливає на діалектне мовлення народу.
Словники сучасної лінгвістики основним завданням мають допомогти в розумінні терміна і відповідного поняття, вияві його основних і неосновних зв'язків з іншими термінами та поняттями, з'ясуванні статусу в сучасній лінгвістичній науці, а їх (словників) засадничими
принципами є охопити найширше коло сучасних лінгвістичних термінів і понять з належним їхнім висвітленням, коментуванням і тлумаченням. Лінгвістичні терміни є інструментом осмислення мовних явищ.

## У різних сферах
- У техніці це технічне слово або вираз, що «позначає спеціальне поняття, що стосується певної ділянки техніки й науки (про слово, вислів і т. ін.). Технічний термін».[9]
- У гімнастичній термінології термін — це слово або словосполучення, яке визначає спеціальне поняття у якійсь галузі і не потребує у фахівців додаткового тлумачення.[10] Гімнастична термінологія — система термінів для короткого і чіткого позначення понять, предметів, вправ, а також правил їх виникнення і застосування, форм запису і скорочень, і ця термінологія є базовою основою усієї спортивної термінології та має значний обсяг понять, категорій, правил користування.[10]
- В античній філософії термін — поняття, основа раціонального пізнання, що фіксує стійкий (довічний) аспект реальності, єдине, або ідею, на противагу мінливому буттю.[5]
- У традиційній логіці термін — елемент судження, що входить до складу силогізму (суб'єкт, предикат, або середній термін).[5]
- У сучасній логіці замість "термін" частіше вживають "терм", тобто англ. term, визначаючи символ як ім'я об'єкта логічного універсуму певної логічної категорії: індивіда, дескрипції, функції, пропозиції, оператора, предиката та ін.[5]
- У праві юридичний термін — правове поняття, його внутрішній зміст, обсяг і структура є логіко-смисловою основою для окреслення термінологічного значення у вигляді дефініції, яка узагальнює найістотніші ознаки і взаємозв'язки прав, явища.[11] За семантикою юридичний термін може бути однозначним або багатозначним.[11] Давні терміни протягом своєї еволюції використовували для найменування кількох, як правило, суміжних понять.[11] Юридичні терміни вступають у певні системно-смислові зв'язки: родовидові (юрист — адвокат); синонімічні (правознавство — юриспруденція); антонімічні (обвинувачення — захист).[11] Абсолютно тотожні за значенням терміни є дублетами (апатриди — аполіди; позивач — позивальник — позовних).[11]
- Етика використовує основні терміни моралі, надаючи їм точного, чітко окресленого значення.[12] У мові моралі: "добро", "зло", "справедливість" та багато інших, займають місце логічного присудка, предиката, нібито ними позначається щось само собою зрозуміле: «Справедливість — добро»; «Крадіжка — зло».[12] А у мові етики ці терміни позначають категорії, які займаючи місце логічного підмета (суб'єкта судження), і потребують визначення.[12] Наприклад:

|  | Добро — це найвища, абсолютна вселюдська цінність, причетність до якої... |
|  | "Зло" — це поняття моралі і категорія етики, в якій відображається ... |

Мова етики є метамовою стосовно мови моралі (об'єктної мови), але мова етики поповнюється і власними термінами, наприклад, "гедонізм", "евдемонізм", "скептицизм" (назва етичних учень) тощо. Інколи навіть відомі етики (див.: «Словарь по этике» под редакцией А. А. Гусейнова и И. С. Кона. — Москва, 1989, стр. 433 – 434) часто ототожнюють мову етики із мовою моралі.
- Літературознавчі терміни. Деякі з таких термінів зазнали семантичних модифікацій, зумовлених еволюцією історії письменства, що можна простежити на прикладі віршознавства чи жанрології.[6] Деякі видання літературознавчих Лексиконів дають термінологічне визначення, тлумачення терміна в синхронічному (сучасний стан) і в діахронічному аспекті (історія розвитку відповідної літературознавчої категорії та її термінологізації).[4] Вимог загальних характеристик терміна не завжди дотримуються в літературознавстві, де зустрічаються:[4]

 —термінологічна омонімія: одним терміном позначаються різні явища в зв'язку з тим, що так історично склалося. Наприклад, терміни мелодрама та вірш мають три значення; епос, канон, поезія — два значення;
 —у різних наукових школах у той самий термін вкладається різний сенс (вплив, модель, структура тощо);
 —у літературознавстві й суміжних науках однакові терміни мають зовсім інше змістовне наповнення (наприклад, етюд, інтермеццо, стиль, троп);
 —у різних національних наукових традиціях тим самим терміном позначаються різні явища (наприклад, байка, жанр, новела, роман і т.д.) — це, сказати б, міжмовні омоніми;
 —з іншого боку існують цілі синонімічні шереги термінів.
У деяких випадках терміни набувають експресивно-аксіологічного, часом переносного значення (авантюрний, апокриф, натуралізм, реалізм тощо).
- «Народні терміни, що є об'єктом вивчення фольклористики» — пов'язані з календарно-обрядовим циклом (колядки, веснянки, гаївки, русальні, петрівчанські, купальські, жниварські пісні), обрядовими дійствами, різними уснопоетичними родами та жанрами.[6]

## Загальні характеристики. Термінологізація
Основними ознаками терміна є системність, наявність дефініції, відповідність вимогам милозвуччя, стилістична нейтральність, тенденція до однозначності в межах галузевого понятійного поля.
Поняття, назване словом, виражає суть явища, відображає об'єктивну істину; слово в системі — логос, термін; слово як позначення предмета — лексис, номен. Таким чином, слово є матеріальною мовною оболонкою, з якою нерозривно пов'язане поняття (існують у тандемі). Термінологічна номінація (іменування) — це цілеспрямований творчий процес, зумовлений взаємодією зовнішніх та внутрішніх мовних чинників.
Науковий термін точно й однозначно визначає чітко окреслене спеціальне поняття будь-якої галузі науки, техніки, мистецтва, суспільного життя тощо і його співвідношення з іншими поняттями в межах спеціальної сфери. Він, на відміну від номенів загальномовних, які часто є багатозначними, невпорядкованими, в межах сфери застосування є однозначним.
Для термінологізації певного поняття необхідно вичленувати денотат із реальної дійсності, співвіднести у свідомості з певним об'єктом, тобто приписати йому дефініцію. Є два різновиди термінологізації понять. Перший стосується термінологізації загальновживаних слів, за якого до наукового обігу залучають уже пізнані людиною денотати, у яких виникла потреба його уточнити, конкретизувати. При цьому частина семантики слова нівелюється або свідомо відкидається. Звідси різна семантична насиченість терміна та загальновживаного слова. Загальновживане слово, як правило, буває багатозначним, а термін утворюється на основі одного із цих значень.
Для термінів характерні такі ознаки:
- чітка окресленість значення — термін не просто виражає поняття, а спирається на його наукову дефініцію (визначення).[2] Тобто кожен термін зіставляється з чітким окресленим визначенням, що орієнтує на відповідне поняття.[4]
- однозначність — для термінів у межах одної галузі знань полісемія, як правило, не характерна: у медицині термін карбоген означає тільки «суміш вуглекислого газу з киснем». Однак у науковій практиці деякі терміни можуть мати кілька значень, наприклад:[2]

 — літературознавчий термін стиль (єдність змісту, образної системи і художньої форми, притаманна певній епосі);
 — літературний напрям: класицизм, романтизм, реалізм, символізм, модернізм тощо;
 — мовно-художня своєрідність творів певного письменника;
 — спосіб, прийом, метод роботи письменника
Термін прагне до однозначності.
- денотативність значення — у термінах основне значення не супроводжується конотативним, тобто додатковим емоційним, стилістичним забарвленням.[2] Однак використовувані застарілі або зовсім нові терміни характеризуються додатковими відтінками значень; до основного значення додається відтінок новизни, незвичності.[2] Притаманна відносна незалежність від контексту.[4]
- для терміна не характерна — більш того не бажана — синонімічність;[4]
- поширеність серед фахівців — у загальновживаний шар літературної мови терміни, як правило, не входять. Звичайно, незначна частина найістотніших термінів стає здобутком усіх мовців. Однак більшість спеціальних термінів є незрозумілою для нефахівців і вони її не використовують.[2]

Таким чином, терміни відрізняються від інших слів особливостями значення і сферою вживання. Формально, тобто за своїм вираженням, терміни від інших слів не відрізняються. Винятком є математичні терміни-символи або хімічні терміни на позначення сполук, які мають специфічну форму. Термінами певної мови можуть бути її власні і запозичені слова, неологізми.
Термінологічна лексика здебільшого функціонує у науковому стилі, проте вона здатна виходити за його межі, — їх використовують в інших
функціональних стилях, наприклад, в художньому. У художньому мовленні терміни можуть ставати джерелом нових слів.
За межами наукового стилю терміни перестають бути термінами, оскільки зберігають тільки свою звукову форму, а науковий зміст втрачають.

## Позиції в дослідженнях серед деяких радянських лінгвістів
У визначенні терміна немає цілковитої одностайності. Основну функцію терміна В. В. Виноградов вбачає у визначенні певного поняття. Б. М. Головін визначає термін як «слово чи словосполучення, що має професійне поняття й застосовується в процесі (і для) пізнання та освоєння певного кола об'єктів і відношень між ними — під кутом певної
професії». Такої самої думки дотримуються С. М. Бурдін, Я. А. Климовицький, О. В. Суперанська.
У визначенні сутності терміна на першому плані перебуває співвідношення терміна й поняття, тому що будь-яка наука є чіткою системою взаємопов'язаних між собою понять, виділення яких відбувається на основі наукового узагальнення ознак.

### Деталізація джерел
1. 1 2  Великий тлумачний словник сучасної української мови (з дод. і допов.) / Уклад. і голов. ред. В.Т. Бусел. — К.; Ірпінь: ВТФ «Перун», 2005. — 1728 с. ISBN 966-569-013-2 (стор.: 1444) Доступ
2. 1 2 3 4 5 6 7 8 9 10 11 12 13 14 15 16 17 18 19  Карпенко Ю.О. Вступ до мовознавства: Підручник. — К.: Видавничий центр — Академія, 2006. ISBN 966-580-208-9 (стор.: 189-190, 217-218)
3. 1 2  Термін // Словник української мови : в 11 т. — Київ : Наукова думка, 1970—1980.
4. 1 2 3 4 5 6 7 8  Термін // Лексикон загального та порівняльного літературознавства / голова ред. А. Волков. — Чернівці : Золоті литаври, 2001. — С. 561. — 634 с. ISBN 966-7577-88-0
5. 1 2 3 4  А. Ішмуратов. Термін // Філософський енциклопедичний словник / В. І. Шинкарук (гол. редкол.) та ін ; Інститут філософії імені Григорія Сковороди НАН України. — Київ : Абрис, 2002. — С. 636. — 742 с. — 1000 екз. — ББК 87я2. — ISBN 966-531-128-X.
6. 1 2 3 4 5 6 7  Термін // Літературознавча енциклопедія : у 2 т. / авт.-уклад. Ю. І. Ковалів. — Київ : ВЦ «Академія», 2007. — М — Я. — С. 478.
7. ↑  Оксана Чаган. Особливості номінації інструментів будівельників у бойківських говірках // Науковий вісник Ужгородського університету: серія: Філологія. На пошану Йосипа Олексійовича Дзендзелівського (до 100-річчя з дня народження) / ред. кол.: М. Номачі (гол. ред), Н. Венжинович (голов. ред. ради), Ю. Бідзіля та ін. — Ужгород: ПП Данило С.І., 2021. — Вип. 2 (46). — C. 247-256. — Рез. укр., англ. — Бібліогр.: с. 254-256 (32 назви).
8. ↑  Загнітко Анатолій. Словник сучасної лінгвістики: поняття і терміни. — Донецьк: ДонНУ, 2012. — 402 c. ISBN 978-966-639-554-5 (стор.: 6)
9. ↑  Технічний // Словник української мови : в 11 т. — Київ : Наукова думка, 1970—1980.
10. 1 2  Айунц Л.Р. Гімнастика. (Коротко про головне) Методичні матеріали до теоретичної підготовки студентів факультету фізичного виховання і спорту. — Житомир: Вид-во ЖДУ, 2008. — 62 с.
11. 1 2 3 4 5  Юридичний термін // Юридична енциклопедія : [у 6 т.] / ред. кол.: Ю. С. Шемшученко (відп. ред.) [та ін.]. — К. : Українська енциклопедія ім. М. П. Бажана, 2004. — Т. 6 : Т — Я. — С. 482. — ISBN 966-7492-06-0.
12. 1 2 3 4 5  Терміни етики [Архівовано 26 жовтня 2020 у Wayback Machine.] Тофтул М. Г. Сучасний словник з етики. — Житомир: Вид-во ЖДУ ім. І. Франка, 2014. — 416с. ISBN 978-966-485-156-2
13. ↑  Туровська Л. В. Терміни та номени в науково-технічній сфері / Л. В. Туровська // Українська термінологія і сучасність: Зб. наук. праць. — Вип. VI [відп. ред. проф. Л. О. Симоненко]. — К.: КНЕУ, 2005. — С. 225—229. (с.:73-83)
14. ↑  Головин Б. Н. Термин и слово / Б. Н. Головин. — Горький: Изд-во Горьковского ун-та, 1982. — 132 с. (с.:7)